# Julie Walking Home
Julie Walking Home è un film del 2002 diretto da Agnieszka Holland.